# هنري فوجت
هنري فوجت هو سياسي أمريكي، ولد في 5 مايو 1853، وتوفي في 21 أكتوبر 1934. انتخب عضو جمعية ولاية ويسكونسن ‏.